# Eusphaeropeltis aureola
Eusphaeropeltis aureola är en skalbaggsart som beskrevs av Raffaello Gestro 1899. Eusphaeropeltis aureola ingår i släktet Eusphaeropeltis och familjen Hybosoridae. Inga underarter finns listade i Catalogue of Life.